# Ané Doorson
André Edwin Doorson (Beneden-Para, 7 april 1927 – Nieuw-Nickerie, 4 juni 1997) was een Surinaams schrijver, die publiceerde onder de naam Ané Doorson en incidenteel als Jaw de Zwerver.
Doorson werkte als onderwijzer, slager, shopsteward (vakbondsvertegenwoordiger), radio-omroeper, journalist en ambtenaar  te Nieuw-Nickerie. Hij was een belangrijk Sranan auteur: in zijn werk komt het creoolse leven humoristisch, oorspronkelijk en vol vitaliteit tot uiting. Hij bewerkte buitenlandse stukken voor het Surinaamse publiek, bijvoorbeeld Het schoenlappersvrouwtje van García Lorca tot So wan lobi diri [Zo een dure liefde] dat veel opvoeringen kende. Hij schreef verhalen in het tijdschrift Soela en in de bloemlezing Nieuwe Surinaamse verhalen (1986) en gedichten in het tijdschrift Moetete (1968). Voorts bracht hij het door Henry Balker vertelde verhaal Het levenswater van Ana Bolindo-Kondre (1978). In 1992 werd hij benoemd tot Ridder in de Ere-Orde van de Palm.

## Opmerking
Ané Doorson moet niet worden verward met de in Nederland wonende dichter van Surinaamse origine Andries Doorson.

## Over Ané Doorson
- Michiel van Kempen, Een geschiedenis van de Surinaamse literatuur. Breda: De Geus, 2003, deel II, pp. 810-813.